# Hug de Sant Víctor
Hug de Sant Víctor (Saxònia, ca. 1096 - París, 11 de febrer de 1141) fou un cardenal i teòleg cristià de l'edat mitjana, una de les principals figures intel·lectuals del seu moment. És venerat com a beat per l'Església catòlica.

## Biografia i aportacions
S'educà a l'Orde de Sant Agustí de Hammersleben. El 1115 o 1118 deixà l'escola agustina per l'Abadia de Sant Víctor de París, on arribà a ser canonge, escolàstic i, segurament, prior.
La seva eloqüència i els seus escrits li procuraren una fama i excel·lència que superaren les de Sant Bernat de Claravall i que es conservà fins a Sant Tomàs d'Aquino. Hug fou l'iniciador del misticisme de l'Escola de Sant Víctor, dominant la segona meitat del segle xii.
Des del punt de vista filosòfic, la seva principal obra és el Didascalicon, resum del saber sagrat i profà del segle xii. En el camp teològic mereixen destacar-se el De Sacramentis legis naturalis et scriptae i en especial el De Sacramentis Christianae fidei, així com la Summa Sententiarum. Té a més un comentari sobre la Jerarquia celestial del Pseudo-Dionís i nombroses obres místiques.
El 1910 es publicà De arra de anima la primera traducció catalana d'una obra d'Hug de Sant Víctor.
Tot i que Hug veu en la mística i la contemplació la culminació de l'ascens de l'ànima, aquesta subordinació del coneixement racional a la contemplació no deixa de banda la necessitat del coneixement racional, ni elimina els graus de la cogitatio i de la meditatio. Ben al contrari del que defensa Pere Damià, creu que les ciències profanes poden ser un auxili preciós per a la consecució de la contemplatio sempre que siguin degudament integrades i subordinades.

## El Didascalicon
El Didascalicon de studio legendi com s' indica al seu prefaci, és un llibre destinat als estudiants de l'Escola de Sant Víctor. Redactat l'any 1130, és una obra capital de la literatura pedagògica de l'Edat Mitja. Aplega tot allò que es considerava necessari aprendre. La seva elaboració te present els treballs d'Isidor de Sevilla, Boeci, Cassiodor i especialment d'Agustí d'Hipona. Com assenyala el mateix Hug, s'hi estableixen les pautes per treure el màxim profit del seu estudi.
Al Didascalicon organitza l'abast i la jerarquia de les ciències profanes, tant les teòriques o especulatives com les lògiques i les pràctiques. Hi estableix un entramat de sabers i d'accions que aspiren a completar tot possible buit entre la contemplació i el coneixement, la mística i el saber, la fe i la raó.
La primera part s'ocupa conseqüentment de la teologia. La segona és dedicada a les arts que conformen el quadrivium ampliades amb la física. El tercer àmbit és dedicat a les arts mecàniques amb el teixit, les eines, l'agricultura, la navegació, la caça, el teatre i la medicina. La darrera part compren les arts del trivium, o sia, l'oratòria, la gramàtica en el sentit que té a l'època, amb l'art del discurs, la retòrica i la dialèctica.
El currículum que planteja Hug és, gairebé, una inversió de l'ordre que tradicionalment conformava els estudis.